# Episodi di Strike (quarta stagione)
La quarta stagione della serie televisiva Strike, composta da 4 episodi, è stata trasmessa dal 30 agosto al 13 settembre 2020 su BBC One.
In Italia, la stagione è inedita.
| nº | Titolo originale      | Titolo italiano | Prima TV GB       | Prima TV Italia |
| -- | --------------------- | --------------- | ----------------- | --------------- |
| 1  | Lethal White (Part 1) |                 | 30 agosto 2020    | inedita         |
| 2  | Lethal White (Part 2) |                 | 31 agosto 2020    | inedita         |
| 3  | Lethal White (Part 3) |                 | 6 settembre 2020  | inedita         |
| 4  | Lethal White (Part 4) |                 | 13 settembre 2020 | inedita         |